# Щербина, Андрей Артёмович
Андрей Артёмович Щербина — советский хозяйственный деятель, Герой Социалистического Труда.

## Биография
Родился в 1915 году в селе Давыдовка. Член КПСС.
В 1927—1941 гг. — подпасок, чабан в Запорожской области Украинской ССР.
Пережил немецко-фашистскую оккупацию.
Участник Великой Отечественной войны: орудийный номер 3-й батареи 127-го гвардейского артиллерийского полка 59-й гвардейской стрелковой дивизии
В 1946—1975 — чабан племенного завода «Коммунист» Акимовского района Запорожской области Украинской ССР.
Указом Президиума Верховного Совета СССР от 22 марта 1966 года присвоено звание Героя Социалистического Труда с вручением ордена Ленина и золотой медали «Серп и Молот».
Умер в 1983 году в селе Атманай.

## Награды и звания
- Герой Социалистического Труда (22.03.1966)
- Орден Ленина (26.02.1958, 22.03.1966, 08.04.1971)